# W.I.T.C.H. (serie animata)
W.I.T.C.H. è una serie animata franco-statunitense-tedesca del 2004, liberamente ispirata all'omonimo fumetto italiano.

## Trama

### Prima stagione
L'incipit della stagione è uguale a quello del fumetto: Will Vandom, Irma Lair, Taranee Cook, Cornelia Hale ed Hay Lin, cinque comuni adolescenti di Heatherfield, scoprono di avere poteri magici legati alle forze della natura. Insieme formano le W.I.T.C.H. e devono proteggere la Muraglia che separa la Terra dall'oscura Meridian, governata dal potente e malvagio principe Phobos. Per sconfiggerlo, si alleano con il capo dei ribelli di Meridian, Caleb, che mostra un certo interesse per Cornelia. Phobos sta cercando sua sorella minore Elyon, che venne portata sulla Terra da un gruppo di ribelli quando era in fasce, e vive a Heatherfield ignara della propria identità. Lord Cedric, braccio destro del principe, la trova grazie a una stella a sette punte e le rivela la sua vera identità, facendole però credere che Phobos sia buono. Intanto, Cornelia e Caleb iniziano a uscire insieme, e Will si innamora di Matt Olsen, un ragazzo che scopre il loro segreto.
Solo poco prima della cerimonia d'incoronazione, Phobos mostra la sua vera natura alla sorella, mentre le Guardiane e i ribelli assaltano il castello e, con l'aiuto di Elyon, riescono a sconfiggere il principe e a riportare la pace su Meridian.

### Seconda stagione
Nerissa, un'ex-Guardiana malvagia e assetata di potere, offre ad un gruppo di nemici delle W.I.T.C.H. il suo aiuto per vendicarsi: si formano così i cavalieri della vendetta, che falliscono però nel loro intento e vengono di nuovo imprigionati. Le Guardiane giungono a Kandrakar, dove l'Oracolo scioglie la Muraglia poiché il bene è tornato su Meridian e non ce n'è più bisogno: in questo modo, i poteri delle Guardiane si amplificano.
Nerissa, però, non si arrende: con l'aiuto di alcune guardie, tra cui Matt che, posseduto da Shagon, diventa suo servo, decide di conquistare tutto l'universo. Per farlo le servono i Cuori degli altri mondi, così inganna Elyon per ottenere il Cuore di Meridian. Riunisce anche le ex-Guardiane sue compagne: Cassidy, che era morta a causa sua e ora è un fantasma, Kadma, Halinor e Yan Lin, la nonna di Hay Lin. Phobos ritorna e sconfigge Nerissa, che viene intrappolata nel Cuore di Meridian assieme alle ex-Guardiane ed Elyon. Cedric, però, tradisce il suo principe e lo ingoia, diventando un gigante che cerca di conquistare la Terra. Le W.I.T.C.H., però, lo fermano; Nerissa resta intrappolata nel Cuore di Meridian ed Elyon torna sul trono.

## Produzione
La versione animata di W.I.T.C.H. è prodotta a partire dal 2004 da Jetix Europe, The Walt Disney Company per gli Stati Uniti, l'emittente francese France 3 e la tedesca Super RTL, e animata da SIP Animation.
Il tratto grafico e la trama sono in parte differenti da quelli del fumetto originale. Già dalla prima stagione vengono introdotti personaggi non presenti nel fumetto (come Blunk), oppure subiscono variazioni nell'aspetto e nella biografia: Yan Lin, ad esempio, viene molto ringiovanita, divenendo un personaggio fisso nelle vicende, mentre a Caleb viene dato un aspetto nettamente più "umano" della sua controparte cartacea. Inoltre, non solo Hay Lin, ma tutte le W.I.T.C.H. possono volare.
La sigla italiana è stata composta da Max Longhi e da Giorgio Vanni, cantata dal gruppo delle Lucky Star (Emma Marrone, Colomba Pane e Laura Pisu) e contenuta nell'album LS3. La sigla inglese, invece, è cantata da Sabrina e viene usata anche nelle trasmissioni italiane su Jetix e Toon Disney e, tradotta, in tutti i Paesi che hanno importato la serie, ad esclusione degli Stati Uniti in cui ne viene usata una cantata da Marion Raven e intitolata "We are W.I.T.C.H.".
In Italia ha goduto di ottimi ascolti, raggiungendo il 16% di share.

## Doppiaggio
Viene qui riportata la lista dei doppiatori dell'adattamento italiano della serie, realizzato dalla Merak Film. I nomi dei personaggi sono quelli adottati nel cartone animato, e non sono necessariamente gli stessi del fumetto.
| Personaggio     | Voce                                                       |
| --------------- | ---------------------------------------------------------- |
| Will Vandom     | Donatella Fanfani                                          |
| Irma Lair       | Francesca Bielli                                           |
| Taranee Cook    | Tosawi Piovani                                             |
| Cornelia Hale   | Emanuela Pacotto                                           |
| Hay Lin         | Marcella Silvestri                                         |
| Elyon Portrait  | Elisabetta Spinelli                                        |
| Yan Lin         | Caterina Rochira, Cinzia Massironi (da adolescente, st. 2) |
| Matt Olsen      | Patrizio Prata                                             |
| Caleb           | Simone D'Andrea                                            |
| Blunk           | Graziano Galoforo                                          |
| Oracolo (st. 2) | Lorenzo Scattorin                                          |

| Personaggio      | Voce                                                                                   |
| ---------------- | -------------------------------------------------------------------------------------- |
| Principe Phobos  | Marco Balzarotti, Paolo De Santis (da giovane, ep. 2x10)                               |
| Cedric           | Diego Sabre                                                                            |
| Nerissa (st. 2)  | Cristina Giolitti                                                                      |
| Segugio          | Riccardo Rovatti                                                                       |
| Raythor          | Stefano Albertini                                                                      |
| Miranda          | Renata Bertolas (ep. 1x18), Loredana Nicosia (ep. 1x21-1x26), Federica Valenti (st. 2) |
| Frost            | Ivo De Palma                                                                           |
| Jeek             | Patrizio Prata                                                                         |
| Tridarco (st. 2) | Pietro Ubaldi                                                                          |
| Cenere (st. 2)   | Maddalena Vadacca                                                                      |

| Personaggio                     | Voce                                                                                  |
| ------------------------------- | ------------------------------------------------------------------------------------- |
| Vathek                          | Pietro Ubaldi                                                                         |
| Aldarn                          | Lorenzo Scattorin                                                                     |
| Julian                          | Gianluca Iacono (st. 1), Marco Balzarotti (st. 2)                                     |
| Martin Tubbs                    | Massimo Di Benedetto                                                                  |
| Preside Knickerbocher           | N/A                                                                                   |
| Professoressa Rudolph/Galgheita | Loredana Nicosia (st. 1), Graziella Porta (st. 2)                                     |
| Philip Collins                  | Giorgio Bonino                                                                        |
| Courtney Grumper                | Renata Bertolas                                                                       |
| Bess Grumper                    | N/A (st. 1), Renata Bertolas (st.2)                                                   |
| Uriah                           | Luca Bottale                                                                          |
| Nigel                           | N/A (ep. 1x16), Davide Albano (st. 2)                                                 |
| Eric Lyndon (st. 2)             | Renato Novara                                                                         |
| Luba (st. 2)                    | Cinzia Massironi                                                                      |
| Antica Maga                     | Dania Cericola (ep. 1x05), Patrizia Scianca (ep. 1x16-1x26), Loredana Nicosia (st. 2) |
| Napoleone (st. 2)               | Pietro Ubaldi                                                                         |
| Cassidy (st. 2)                 | Federica Valenti                                                                      |
| Halinor (st. 2)                 | Lorella De Luca                                                                       |
| Kadma (st. 2)                   | Stefania Patruno                                                                      |

| Personaggio               | Voce                                                                               |
| ------------------------- | ---------------------------------------------------------------------------------- |
| Susan Vandom              | Patrizia Scianca                                                                   |
| Tony Vandom (st. 2)       | Ivo De Palma                                                                       |
| Signor Lair               | Oliviero Corbetta                                                                  |
| Signora Lair              | Rosa Leo Servidio (st. 1), N/A (st. 2)                                             |
| Chris Lair                | Serena Clerici (st. 1), Benedetta Ponticelli (st. 2)                               |
| Lionel Cook               | Lorenzo Scattorin (st. 1), N/A (st. 2)                                             |
| Signora Cook              | Loredana Nicosia                                                                   |
| Peter Cook (st. 2)        | Paolo De Santis (ep. 2x02), N/A (ep. 2x06)                                         |
| Signora Hale              | Patrizia Salmoiraghi (st. 1), Lorella De Luca (st. 2)                              |
| Signor Hale (st. 2)       | Oliviero Corbetta (ep. 2x14), N/A (ep. 2x20)                                       |
| Lilian Hale               | Serena Clerici, Benedetta Ponticelli (ep. 1x05)                                    |
| Chen Lin                  | Claudio Ridolfo (ep. 1x09), N/A (ep. 1x16), Oliviero Corbetta (ep. 2x24)           |
| Signora Lin               | Dania Cericola (st. 1), Lorella De Luca (st. 2)                                    |
| Eleanor Portrait/Miriadel | Renata Bertolas (ep. 1x14), Patrizia Scianca (ep. 1x21), Maddalena Vadacca (st. 2) |
| Thomas Portrait/Alborn    | Gianluca Iacono (ep. 1x14), Claudio Ridolfo (ep. 1x21), Oliviero Corbetta (st. 2)  |

## Personaggi

### Le W.I.T.C.H. e le loro famiglie
Vandom
- Will Vandom: Guardiana della Quintessenza, leader delle Guardiane e custode del Cuore di Kandrakar. È insicura e sensibile, ma sa essere determinata.
- Susan Vandom: madre di Will, è divorziata dal marito. Inizia una relazione con il professor Philip Collins.
- Tony Vandom: padre di Will, ha una nuova relazione con una giovane donna, Sarina Sanchez.

Lair
- Irma Lair: Guardiana dell'Acqua. È una ragazza solare e allegra.
- Signora Lair: madre di Irma.
- Signor Lair: poliziotto e padre di Irma.
- Chris Lair: fratello di Irma, con cui litiga spesso.

Cook
- Taranee Cook: Guardiana del Fuoco. È timida e intelligente.
- Signora Cook: madre di Taranee, lavora come giudice.
- Lionel Cook: padre di Taranee.
- Peter Cook: fratello maggiore di Taranee.

Hale
- Cornelia Hale: Guardiana della Terra, è vanitosa, altezzosa e sempre alla moda.
- Signora Hale: madre di Cornelia.
- Signor Hale: padre di Cornelia.
- Lilian Hale: sorella minore di Cornelia, con cui litiga spesso. Si scopre essere il Cuore della Terra.
- Napoleone: il gatto della famiglia Hale, regalato a Cornelia da Will.

Lin
- Hay Lin: Guardiana dell'Aria, ama l'arte ed è molto creativa.
- Yan Lin: nonna di Hay Lin, è stata anche lei una Guardiana.
- Signora Lin: madre di Hay Lin.
- Chen Lin: padre di Hay Lin. Insieme alla moglie gestisce un ristorante cinese, il Silver Dragon.

### Altri personaggi
- Elyon Portrait: sorella minore di Phobos e legittima erede al trono di Meridian.
- Caleb: capo dei ribelli di Meridian che si oppongono a Phobos ed ex-Mormorante.
- Oracolo: capo della congrega di Kandrakar.
- Matt Olsen: ragazzo di Will, conosce il segreto delle Guardiane.
- Blunk: passling combinaguai, contrabbandiere dalla Terra a Meridian. Conosce Caleb quando quest'ultimo viene imprigionato nella sua stessa cella nella prigione di Meridian e, liberato dalle W.I.T.C.H., le segue sulla Terra, diventando loro alleato. Sa dove si trovano i Portali nella Muraglia. Mangia qualsiasi cosa, dalle mosche alla spazzatura.
- Aldarn: ribelle e migliore amico di Caleb. Suo padre è un fabbro.
- Antica Maga: donna saggia che abita nella "città infinita" sotto Meridian, dietro una cascata, e aiuta i ribelli. In realtà, la Maga che compare nella serie è Nerissa: questa, quando si liberò dal monte Thanos diciotto anni prima, chiese asilo alla Maga e, alla sua morte, un anno dopo, ne assunse le sembianze[6].
- Jeek: passling al servizio di Phobos, che lo utilizza come spia.
- Julian: padre di Caleb, membro dei ribelli, creduto morto un anno prima nella battaglia di Grigiobosco. In realtà, è ai lavori forzati nella miniera subacquea, da cui viene salvato dal figlio.
- Drake: un ribelle che combatte al fianco di Caleb.
- Alchemy: una delle migliori amiche di Elyon, di cui è compagna di classe e con la quale condivide la passione per i ragazzi.

### Nemici
- Principe Phobos: malvagio e tirannico principe di Meridian, ne ha usurpato il trono.
- Lord Cedric: braccio destro di Phobos. È lui ad avvicinare Elyon e a svelarle la sua vera identità.
- Nerissa: ex-Guardiana ed ex-custode del Cuore di Kandrakar divenuta malvagia e assetata di potere.
- Cavalieri della vendetta: seguaci di Nerissa.
  - Raythor: è una fedele guardia di Phobos che mira a diventare il capo delle guardie al posto di Vathek. Viene imprigionato nel Baratro delle Ombre, ma Nerissa lo libera facendolo diventare il capo dei cavalieri della vendetta. Grazie all'aiuto delle Guardiane, capisce che il Principe non merita la sua lealtà e, alla fine, diventa una guardia reale di Elyon.
  - Segugio: è una delle guardie più fedeli di Phobos. Nella prima stagione non riveste un ruolo di rilievo tranne nell'episodio 9, "Braccato", in cui va sulla Terra per cercare di catturare Caleb. Viene sconfitto dalle Guardiane nella battaglia finale della prima stagione, ma riesce a scappare dalle segrete e si rifugia nelle foreste di Meridian. Si allea poi con Nerissa[7] e collabora in molte missioni dei cavalieri della vendetta. Dopo la sconfitta, questa volta da parte di Elyon, riesce ad evadere nuovamente dalla cella grazie a Phobos. Viene poi ucciso da Drake, una delle guardie di Elyon.
  - Miranda: è, come Cedric, un mutaforma che può diventare un ragno gigante. Sotto gli ordini di Phobos, nella prima stagione, finge di essere la migliore amica di Elyon, fingendo che Phobos l'abbia accolta quando i suoi genitori sono morti. Rivela la sua vera identità solo durante l'incoronazione. Imprigionata da Elyon al termine della prima stagione, viene successivamente liberata da Nerissa e si unisce ai cavalieri della vendetta.
  - Sandpit: un essere formato di sabbia che può camuffarsi e assumere forme diverse. Entra a far parte dei cavalieri della vendetta, poi diventa alleato delle Guardiane convertendosi. Perdonato da Elyon, diventa una guardia del castello quando la pace torna su Meridian.
  - Gargoyle: un essere mostruoso con le sembianze di un ciclope di pietra. Quando Elyon diventa, al termine della prima stagione, la regina di Meridian sconfiggendo suo fratello Phobos, viene imprigionato nei sotterranei del castello. Viene liberato da Nerissa, che gli promette vendetta, ma fallisce nella missione e viene rispedito nella prigione per poi essere liberato da Phobos. Come Sandpit e Raythor passa dalla parte delle Guardiane e, quando Meridian viene salvata, diventa una guardia del castello.

## Luoghi
- Heatherfield: città dove vivono le W.I.T.C.H., affacciata sul mare e circondata da colline.
- Meridian: pianeta separato dal resto dell'universo dalla Muraglia, per evitare che il male che lo ha invaso si diffonda anche sugli altri pianeti
- Kandrakar: fortezza nel centro dell'infinito in cui risiedono i saggi della congrega, tra cui l'Oracolo, che ha come compito principale quello di vigilare sull'equilibrio dell'universo. Venne creata tredici anni prima dell'inizio della serie, quando Phobos salì al trono.

## Episodi
| Stagione         | Episodi | Prima TV USA | Prima TV Italia |
| ---------------- | ------- | ------------ | --------------- |
| Prima stagione   | 26      | 2004-2005    | 2005            |
| Seconda stagione | 26      | 2006         | 2007            |

### DVD
La serie animata è stata raccolta in DVD. In Europa, Australia, Filippine, Brasile e Malaysia sono usciti tre volumi che contengono i primi 11 episodi della prima stagione. Nel 2007 uscirono altri tre volumi contenenti il resto degli episodi della prima stagione.